# Кота (округ)
Кота (англ. Kota) — округ в индийском штате Раджастхан. Расположен на юго-востоке штата. Разделён на 5 подокругов. Административный центр округа — город Кота. Согласно всеиндийской переписи 2001 года население округа составляло 1 568 525 человек. Уровень грамотности взрослого населения составлял 74,45 %, что выше среднеиндийского уровня (59,5 %).